# 松森站

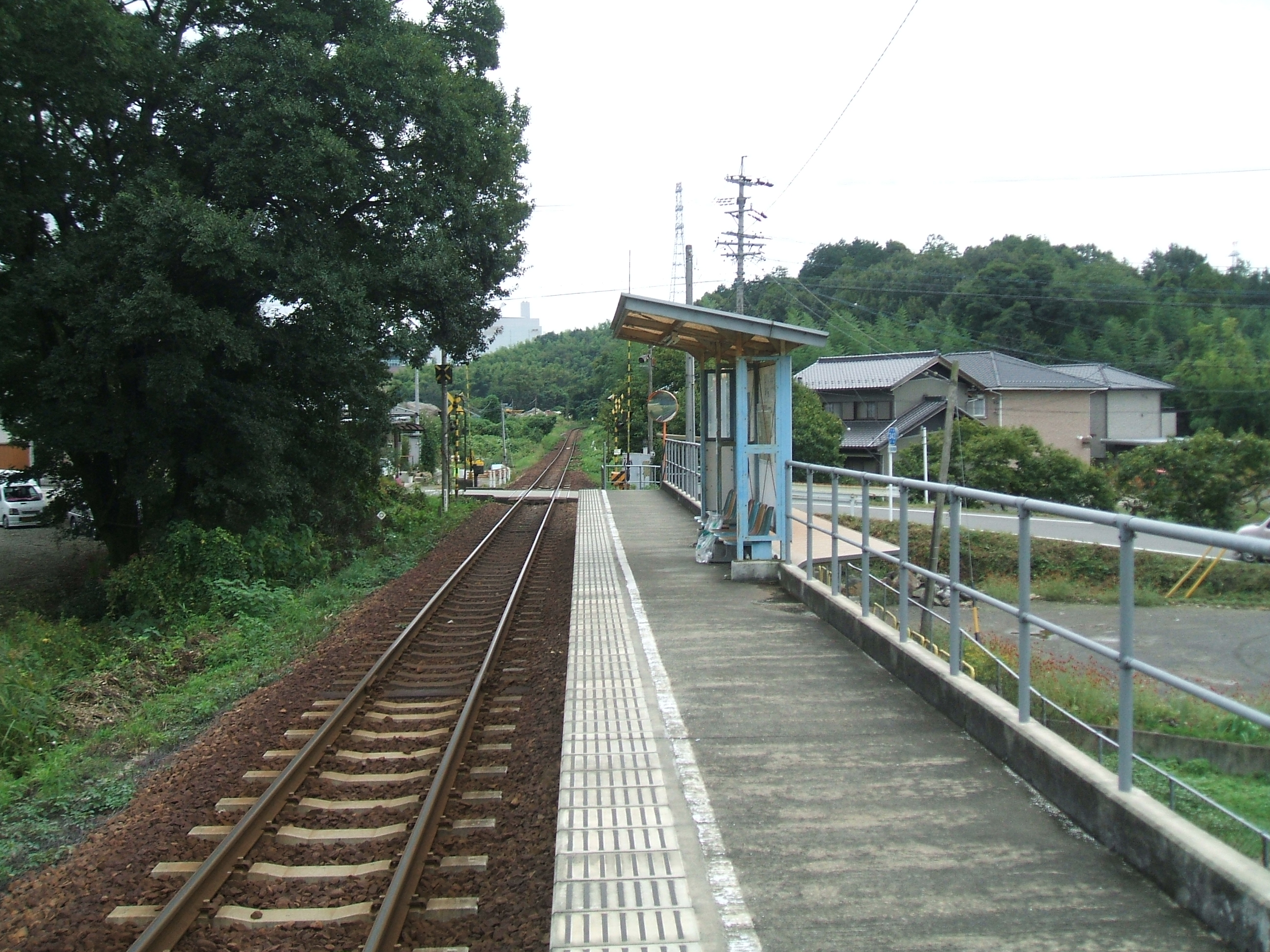
月台望向車站出入口

松森站（日语：／ Matsumori eki */?）是位於岐阜縣美濃市松森，長良川鐵道的越美南線車站。車站編號是10。

## 歷史
在1999年（平成11年）3月31日前，曾經設有名鐵美濃町線松森站，在當時後該站廢止，於是此站啟用替代名鐵車站。
- 1999年（平成11年）4月1日 - 此站啟用[1]。

## 車站構造
車站是一座地面車站，設有1面1線單式月台。月台靠近美濃太田站一方設有出入口。出入口附近設有單車停泊處。

## 使用狀況
以下為近年1日平均上落車人次列表
| 上落車人次變化 | 上落車人次變化     |
| 年度           | 1日平均 上落車人次 |
| -------------- | ------------------ |
| 1999           | 119                |
| 2000           | 89                 |
| 2001           | 76                 |
| 2002           | 99                 |
| 2003           | 88                 |
| 2004           | 105                |
| 2005           | 75                 |
| 2006           | 85                 |
| 2007           | 78                 |
| 2008           | 79                 |
| 2009           | 68                 |
| 2010           | 61                 |
| 2011           | 76                 |
| 2012           | 57                 |
| 2013           | 42                 |

## 車站周邊
- 東海北陸自動車道 美濃交匯處
- 中濃綜合廳舍
- 舊名鐵松森站
- 中濃綠色廣場
- 社會福祉法人（日语：社会福祉法人）松美保育園
- FEATHER安全剃刀（日语：フェザー安全剃刀）美濃工場
- Sappy購物中心
- 大桑（日语：オークワ） 美濃交匯處店
- ZiP DRUG（日语：ジップドラッグ）
- 岐阜縣道343號富加美濃線（日语：岐阜県道343号富加美濃線）
- 國道156號

國道156號和縣道343號交界點至美濃交匯處之間設有餐廳和購物中心。

## 巴士路線
- 美濃市合乘的士（日语：デマンドバス）

## 相鄰車站
長良川鐵道
越美南線
關下有知（9）－松森（10）－美濃市（11）

## 注腳
1. 1 2 3  曾根悟（監修）. 朝日新聞出版分冊百科編集部（編集） , 编. . 週刊朝日百科. 26号 長良川鉄道・明知鉄道・樽見鉄道・三岐鉄道・伊勢鉄道. 朝日新聞出版. 2011-09-18: 11 （日语）.
2. ↑  美濃市統計書

## 外部連結
- 松森站｜【官方網站】長良川鐵道株式會社 （页面存档备份，存于）（日語）